# Finisterra Opera Rock
Finisterra Opera Rock es el duodécimo álbum de estudio de la banda Mägo de Oz. Se trata de la regrabación del álbum Finisterra con motivo del 15º aniversario de su lanzamiento. 
En esta nueva edición incluye los dos discos regrabados junto con la película en 3D de Ilussia (proyectada en los conciertos de la gira Ilussia 3D) y las gafas 3D para poder visualizarla.

## Decisión del lanzamiento
En una entrevista a Txus y Carlitos por parte de la emisora de radio MariskalRock se les preguntó: "¿Por qué grabar de nuevo Finisterra?". Carlitos respondió: "Porque fue el disco que nos dio el lanzamiento, el que nos presentó, en el que teníamos que decidir si seguíamos o no y además tuvo muy buena aceptación y la gente nos sigue pidiendo temas de ese disco." a lo que Txus añadió: "Es un disco que, estudiando los temas para una gira que hicimos en Chile y Colombia en las cuales tocamos Finisterra íntegramente, pasa como en los temas de The Beatles que son buenas canciones pero están mal grabadas y Finisterra me parece un discazo y lo grabaría con un sonido mucho más poderoso".

## Portada del disco
El 3 de julio lanzaron el concurso para hacer la portada del nuevo disco.
El 11 de octubre se publica en Rafabasa.com una entrevista exclusiva a Txus en la que anunció que no ha habido ganador de dicho concurso ya que las portadas no habían sido revisadas correctamente pero que la convocatoria siguió en pie y el 14 de octubre de 2015 se eligieron a los ganadores. El premio de portada corrió a cargo de Márcos Rodríguez González de Valladolid (España), el cual resultó ser una portada al estilo Gaboni, el portadista oficial de Mago de Oz.

## Lista de canciones
| CD 1 |                                                      |                                          |          |  |
| N.º  | Título                                               | Intérpretes                              | Duración |  |
| 1.   | «Prólogo»                                            | Claudia y Rodrigo Prieto                 | 02:18    |  |
| 2.   | «Satania»                                            | Javier Domínguez "Zeta"                  | 08:48    |  |
| 3.   | «La Cruz de Santiago»                                | Leo Jiménez, Javier Domínguez "Zeta"     | 05:10    |  |
| 4.   | «La danza del fuego»                                 | Javier Domínguez "Zeta"                  | 05:10    |  |
| 5.   | «Hasta que el cuerpo aguante»                        | Sherpa, Javier Domínguez "Zeta"          | 04:01    |  |
| 6.   | «El Señor de los gramillos»                          | Carlos Escobedo, Javier Domínguez "Zeta" | 05:06    |  |
| 7.   | «Polla dura no cree en Dios»                         | Francis Sarabia, Javier Domínguez "Zeta" | 04:48    |  |
| 8.   | «Maite Zaitut» (Cover: Deu tu ganeme - Gwendal)      | Javier Domínguez "Zeta"                  | 03:18    |  |
| 9.   | «Duerme...»                                          | Pilar Jurado                             | 04:07    |  |
| 10.  | «Es hora de marchar» (Cover: Rainbow eyes - Rainbow) | Javier Domínguez "Zeta"                  | 04:52    |  |

| CD 2 |                                        |                                                                                            |          |  |
| N.º  | Título                                 | Intérpretes                                                                                | Duración |  |
| 1.   | «Fiesta pagana»                        | Javier Domínguez "Zeta"                                                                    | 05:07    |  |
| 2.   | «El que quiera entender que entienda»  | Toni Menguiano, Javier Domínguez "Zeta"                                                    | 06:28    |  |
| 3.   | «Los renglones torcidos de Dios»       | Jorge Berceo, Javier Domínguez "Zeta"                                                      | 06:48    |  |
| 4.   | «Kelpie» (Cover: Kelpie - Jethro Tull) | Patricia Tapia                                                                             | 04:32    |  |
| 5.   | «Tres tristes tigres»                  | Diana Navarro                                                                              | 02:50    |  |
| 6.   | «A Costa da Morte» (Instrumental)      |                                                                                            | 03:34    |  |
| 7.   | «La Santa Compaña»                     | Manuel Escudero, Javier Domínguez "Zeta"                                                   | 05:36    |  |
| 8.   | «Conxuro»                              | Anxos de Cabalga                                                                           | 03:28    |  |
| 9.   | «Astaroth»                             | Leo Jiménez, Javier Domínguez "Zeta", Ailyn                                                | 06:29    |  |
| 10.  | «Finisterra»                           | Israel Ramos, Christian Bertoncelli, Leo Jiménez, Israel Hernainz, Javier Domínguez "Zeta" | 15:00    |  |

## Invitados
En esta regrabación participaron más de una veintena de artistas. Entre ellos cabe destacar la presencia de la soprano Pilar Jurado, quien ya contribuyó a la grabación del anterior disco Ilussia.

### Listado de baterías[6]
- Manuel Reyes
- Manuel Reyes JR (Sôber)
- Anono (Bürdel King)

### Listado de bajistas[7]
- Niko del Hierro (Saratoga)
- Rafa Vega (Rosendo)

### Listado de cantantes[8]
- Jorge Berceo (Zenobia)
- Israel Ramos (Alquimia)
- Manuel Escudero (Sacramento)
- Ailyn (ex-Sirenia)
- Carlos Escobedo (Sôber)
- Christian Bertoncelli (Renacer)
- Leo Jiménez
- Tony Menguiano
- Pilar Jurado
- Sherpa (ex-Barón Rojo)
- Francis Sarabia
- Israel Hernansaíz (7Almas)
- Diana Navarro[9]

### Listado de guitarristas[10]
- Paco Ventura (Medina Azahara)
- Alberto Cereijo (Los Suaves)
- Javier Vargas
- Adrián Phoenix (Sacramento)
- Antonio Bernardini (Sôber)
- Manuel Seoane
- Dani Castellanos (Easy Ryder)

### Listado de teclados
- Manuel Ibáñez (Medina Azahara)